# Ishida Masatsugu
Ishida Masatsugu (石田 正継?; ... – 23 ottobre 1600) è stato un samurai giapponese del periodo Sengoku servitore del clan Azai. Fu il padre di Ishida Mitsunari.

## Biografia
Masatsugu era figlio di Ishida Seishin e controllava il castello di Ishida nella provincia di Ōmi. Servitore del clan Azai si ritirò dopo la loro sconfitta nel 1573 ad opera di Oda Nobunaga.
Commise seppuku quando ricevette la notizia della sconfitta di suo figlio Mitsunari nella battaglia di Sekigahara.